# Lingue dell'Indonesia
Le lingue dell'Indonesia attualmente parlate sono oltre 700, la maggior parte appartengono alla famiglia delle lingue austronesiane, con poche lingue papuane.
La lingua ufficiale è l'indonesiano (conosciuta localmente come Bahasa Indonesia), una varietà del malese che è usata nell'arcipelago, con forti prestiti dalle lingue locali di ogni isola, come il giavanese, il sundanese e il Minangkabau.
L'indonesiano viene usato nel commercio, nell'amministrazione, nell'istruzione, nei media e nell'editoria, ma la maggior parte degli indonesiani parla altre lingue come lingua madre, come la lingua giavanese.
Le altre lingue non sono riconosciute né a livello nazionale né a livello regionale, facendo così della lingua giavanese la lingua più parlata senza uno status ufficiale e il sundanese come seconda (vengono esclusi i dialetti cinesi).

## Lingue dell'Indonesia
| italiano                   | uno      | due    | tre    | quattro | acqua  | persona | casa   | cane         | cocco          | giorno  | nuovo        | noi (inclusivo) | cosa    | e      |
| -------------------------- | -------- | ------ | ------ | ------- | ------ | ------- | ------ | ------------ | -------------- | ------- | ------------ | --------------- | ------- | ------ |
| Kutainese                  | satu     | due    | tige   | empat   | ranam  | urang   | rumah  | koyok        | nyiur          | hari    | beru         | etam            | apa     | dengan |
| Indonesiano/ lingua malese | satu     | dua    | tiga   | empat   | air    | orang   | rumah  | anjing       | kelapa         | hari    | baru         | kita            | apa     | dan    |
| Giavanese                  | siji     | loro   | têlu   | papat   | banyu  | uwòng   | omah   | asu          | kambìl         | dinå    | anyar/énggal | adhéwé          | åpå/anu | lan    |
| Sundanese                  | hiji     | dua    | tilu   | opat    | cai/ci | jalma   | imah   | anjing       | kalapa         | poé     | anyar        | urang           | naon    | jeung  |
| Madurese                   | settong  | dhuwa' | tello' | empa'   | âên    | oreng   | roma   | pate'        | nyior          | are     | anyar        | sengko          | apa     | ban    |
| Minangkabau                | cie'     | duo    | tigo   | ampe'   | aie    | urang   | rumah  | anjiang      | karambia       | hari    | baru         | awak            | apo     | jo     |
| Lingua Musi                | sikok    | duo    | tigo   | empat   | banyu  | wong    | rumah  | anjing       | kelapo         | siang   | baru         | kito            | apo     | dan    |
| Buginese                   | seqdi    | dua    | tellu  | eppa    | je'ne' | tau     | bola   | asu          | kaluku         | esso    | ma-baru      | idiq            | aga     | na     |
| Banjarese                  | asa      | dua    | talu   | ampat   | banyu  | urang   | rumah  | hadupan      | nyiur          | hari    | hanyar       | kita            | apa     | wan    |
| Lingua aceh                | sa       | dua    | lhèë   | peuët   | ië     | ureuëng | rumoh  | asèë         | u              | uroë    | ban          | geutanyoë       | peuë    | ngon   |
| Balinese                   | sa       | dadua  | telu   | patpat  | yèh    | anak    | umah   | cicing       | nyuh           | dina    | mara         | iraga           | apa     | muah   |
| Betawi                     | atu'     | due    | tige   | empat   | aer    | orang   | rumeh  | anjing       | kelape         | ari     | baru         | kite            | ape     | ame    |
| Sasak                      | sa/seke' | due    | telu   | mpat    | aik    | dengan  | bale   | acong/basong | kenyamen/nyioh | jelo    | baru         | ite             | ape     | dait   |
| Batak Toba                 | sada     | dua    | tolu   | opat    | aek    | halak   | jabu   | biang        | harambiri      | ari     | ibbaru       | hita            | aha     | dohot  |
| Malese ambonese            | satu     | dua    | tiga   | ampa    | air    | orang   | ruma   | anjing       | kalapa         | hari    | baru         | katong          | apa     | dan    |
| Makassarese                | se're    | rua    | tallu  | appa'   | je'ne' | tau     | balla' | kongkong     | kaluku         | allo    | beru         | ikatte          | apa     | na     |
| Batak Mandailing           | sada     | dua    | tolu   | opat    | aek    | halak   | bagas  | asu          | arambir        | ari     | baru         | hita            | aha     | dohot  |
| Mongondow                  | inta'    | dua    | tolu   | opat    | tubig  | intau   | baloi  | ungku'       | cekut          | singgai | mo-bagu      | kita            | onda    | bo     |
| Malese manado              | satu     | dua    | tiga   | ampa    | aer    | orang   | ruma   | anjing       | kalapa         | hari    | baru         | torang          | apa     | deng   |
| Dayak Ngaju                | ije'     | due'   | telu'  | epat    | danum  | uluh    | huma'  | asu          | enyuh          | andau   | haru         | itah            | narai   | en     |
| Lampung                    | say      | ʁuwa   | telu   | ampat   | way    | jelema  | nuwa   | asu          | nyiwi          | ʁani    | ampai        | ʁam             | api     | jama   |
| Tolaki                     | o'aso    | o'ruo  | o'tolu | o'omba  | iwoi   | toono   | laika  | odahu        | sanggore       | oleo    | wuohu        | inggito         | ohawo   | ronga  |
| Nias                       | sara     | dua    | tölu   | öfa     | idanö  | niha    | omo    | asu          | banio          | luo     | bohou        | ya'ita          | hadia   | ba     |